# Oyggjaframi - Føroyskir Sosialistar
Oyggjaframi (dansk: Øernes Fremme) var en venstreorienteret politisk gruppe, der var grundlagt af færøske studenter i Danmark i 1962. Senere blev der oprettet en lokalafdeling i Tórshavn.
I 1969 ændrede Oyggjaframi navn til Oyggjaframi - Føroyskir Sosialistar (Øernes Fremme - Færøske Socialister).
Gruppen var oprindelig knyttet til Tjóðveldisflokkurin, men på grund af stigende kommunistisk indflydelse i Oyggjaframi afbrød Tjóðveldisflokkurin forbindelsen til gruppen.
I 1972 brød  Tórshavn-afdelingen ud og etablerede det maoistiske parti  Oyggjaframi (m-l). Den tilbageværende gruppe skiftede navn til Føroyskir Sosialistar (FS).
Organisationen arbejdede for skabelsen af en færøsk socialistisk republik og kæmpede mod NATOs tilstedeværelse på øerne.
Oyggjaframi (og senere FS) udgav månedsbladet Framin (Fremad), der bar undertitlenFøroyskt tíðarrit fyri sosialismu og sjálvstýri (Færøsk tidsskrift for socialisme og uafhængighed) mellem 1962 og 1984 og medlemsbladet Roðin mellem 1971 og 1982.
Ved World Federation of Democratic Youths generalforsamling i  Varna, Bulgarien i 1974 blev Føroyskir Sosialistar optaget som medlem.